# À
La a con acento grave (À, à) es una letra de los idiomas catalán, neerlandés, emiliano-romañol, francés, gallego, italiano, maltés, occitano, portugués, sardo, gaélico escocés, vietnamita y galés que consta de la letra A del alfabeto latino y un acento grave. À también se utiliza en la transliteración pinyin del chino. En la mayoría de los idiomas, representa el sonido vocal a. Esta letra también aparece en las lenguas taos para indicar un tono medio
Por influencia del francés se utilizaba tradicionalmente en inglés para denotar cantidad, à significa en este caso "cada una": "5 apples à $1" (5 manzanas a un dólar cada una). Ese uso se basa en la preposición francesa à y ha evolucionado a usar el signo arroba (@). A veces, es parte de un apellido: Thomas à Kempis, Mary Anne à Beckett.

## Uso

### Emiliano-Romañol
À se usa en emiliano para representar [a] corta acentuada, p. ej. en dialecto boloñés sacàtt [saˈkatː] "saco".

### Francés
À se usa en el idioma francés como tilde diacrítica (para diferenciar homófonos), por ejemplo, la conjugación en tercera persona de a "tiene" y à "a, en, hacia".

### Portugués
À se usa en portugués para representar la contracción del artículo definido singular femenino A con la preposición A.

### Catalán
À se usa en Idioma catalán para representar la vocal tónica "a" cuando esta cumple con las reglas de acentuación del idioma, p. ej. en español "hará" y "catalán", en catalán "farà" y "català".

## Unicode
Esta letra tiene asignados los códigos 00C0 para mayúsculas y 00E0 para minúsculas.
| Carácter                               | À                                 | À                                 | à                               | à                               |
| -------------------------------------- | --------------------------------- | --------------------------------- | ------------------------------- | ------------------------------- |
| Unicode                                | LATIN CAPITAL LETTER A WITH GRAVE | LATIN CAPITAL LETTER A WITH GRAVE | LATIN SMALL LETTER A WITH GRAVE | LATIN SMALL LETTER A WITH GRAVE |
| Codificación                           | decimal                           | hex                               | decimal                         | hex                             |
| Unicode                                | 192                               | U+00C0                            | 224                             | U+00E0                          |
| UTF-8                                  | 195 128                           | C3 80                             | 195 160                         | C3 A0                           |
| Ref. numérica                          | &#192;                            | &#xC0;                            | &#224;                          | &#xE0;                          |
| Ref. entidad                           | &Agrave;                          | &Agrave;                          | &agrave;                        | &agrave;                        |
| ISO 8859-1, 2, 3, 4, 9, 10, 14, 15, 16 | 192                               | C0                                | 224                             | E0                              |

Los usuarios de Windows pueden escribir "à" minúscula presionando Alt+133 o Alt+0 224 en el teclado numérico. "À" mayúscula se puede escribir presionando Alt+0 192.
En Mac se esribe presionando Option+`, y luego se sueltan y se pulsa a.